# David López (Fußballspieler, 1989)
David López Silva (* 9. Oktober 1989 in Barcelona) ist ein spanischer Fußballspieler. Seit 2022 steht er beim FC Girona in der Primera División unter Vertrag.

## Karriere

### Verein
Der in Barcelona geborene López begann seine Karriere bei der zweiten Mannschaft Espanyol Barcelonas. In den Jahren 2009 bzw. 2011 wurde er jeweils für ein Jahr ausgeliehen. Nach einem einjährigen Aufenthalt bei SD Huesca schloss er sich dann der ersten Mannschaft von Espanyol Barcelona an. 2014 wechselte López nach Italien zum SSC Neapel. Dort gab er sein Debüt im September 2014 gegen Udinese Calcio. Zwei Jahre später entschloss er sich zur Rückkehr nach Barcelona.
2022 verließ David López Silva Espanyol und unterschrieb einen Vertrag beim FC Girona.